# Conejo alaska
A pesar de su nombre, el conejo de Alaska se origina en Alemania, en lugar de Alaska. Es una raza de conejo de tamaño mediano, que pesa alrededor de 3-4 kg (7-9 lb) con pelaje negro brillante, cualquier color que no sea el negro es un defecto para esta raza.
Está reconocido por el British Rabbit Council ; sin embargo, no está reconocido por la Asociación Estadounidense de Criadores de Conejos.[cita requerida]
El conejo de Alaska fue creado en 1900 por Max Fischer, de Gotha, y Schmidt, de Langensalza. Cruzaron La Habana, Holanda, Himalaya y Champagne d'Argents con el objetivo de obtener un conejo que se pareciera al zorro de Alaska, lo cual sería rentable en los comercios de pieles de esa época. No lograron este objetivo, y en su lugar terminaron con la Alaska negra que se conoce hoy. Estos negros de Alaska se mostraron por primera vez en 1907 y Bert Reurs de Canadá los importó a América del Norte en la década de 1970. Se agregaron al Estándar de criadores de conejos estadounidenses, pero se eliminaron en 1981 después de que se desarrolló poco interés en la raza.
El conejo de Alaska pesa de 7 a 9 libras. Se considera una raza de piel normal según los estándares del British Rabbit Council, y solo viene en su color estándar, tono negro. El Alaska Rabbit Club es el club nacional de especialidades de BRC para esta raza.